# パレスホテル立川
パレスホテル立川 (パレスホテルたちかわ、Palace Hotel Tachikawa) は、東京都立川市の再開発エリア「ファーレ立川」内にあったホテル。パレスホテルチェーンの一つでパレスエンタープライズが運営していたが､2023年末で営業を終了した。旧ホテルの土地建物は立飛ホールディングスが取得し、2026年をめどに宴会場を備えたホテルとして再生させる。

## 概要
1988年（昭和63年）、日本生命保険が立川基地関連市街地再開発事業のデベロッパーとして名乗りを上げるため、パレスホテルに共同での参画を打診。日生とは大宮プロジェクト（大宮ソニックシティ）での共同事業者としての実績があったことを踏まえ、パレスホテルは参画を決定する。この再開発は、当時の鈴木俊一東京都知事の号令の下、住宅・都市整備公団（現：都市再生機構）の施行で、立川駅北口の米軍立川基地跡地5.9ヘクタールの土地に、デパート、ホテル、オフィスビル、公共施設などからなる「ファーレ立川」と呼ぶ街区を整備するというもので官民一体の再開発構想だった。
進出にあたってパレスホテルは、地元企業と建物を賃借しホテル経営を行う運営会社としてアクシス開発を設立し、1994年（平成6年）10月13日、パレスホテルチェーン6番目のホテルとして開業した。なお、アクシス開発は後年清算となり、ホテル経営はパレスホテル大宮を運営するパレスエンタープライズが引き継いだ。
建物は地上12階、地下2階建て。全238室、6か所のレストラン・バー、13室の宴会場、美容室、売店などを完備していた。

### 立飛HDが新ホテルへ改装
新型コロナウイルスの影響で打撃を受けたほか、施設の老朽化で設備投資に莫大な資金が必要となるため、2023年（令和5年）12月31日で営業を終了した。営業終了に先立ち、2023年7月、三菱地所レジデンスが土地と建物を取得し、跡地にマンションを建設すると報じられていた。
その後、2024年（令和6年）4月、立川市の不動産開発会社「立飛ホールディングス」が旧ホテルの土地と建物を取得し、建物を改修してホテルを開業する計画であることがわかった。読売新聞の取材に立飛HDの村山正道社長は、「これからも立川で大きな会合を開催できるバンケットルーム（宴会場）が求められている」と指摘。旧ホテルの建物は解体せずに改修し、2026年（令和8年）をめどに宴会場を備えたホテルとして再生させる意向を明らかにした。マンションを建設する予定であった三菱地所レジデンスは取材に、「売却した理由については、個別の事案なので回答は控えたい」としている。

## アクセス
- 鉄道
  -  JR立川駅 徒歩3分
  - 多摩都市モノレール線立川北駅 徒歩2分
- 車
  - E20 中央自動車道国立府中IC 約30分
- 高速バス（ホテル前に停留所がある）
  - 成田国際空港、東京国際空港、京都、大阪、神戸